# プリズン211
『プリズン211』（プリズンにいちいち、スペイン語: Celda 211）は、2009年のスペイン＝フランス合作映画（サスペンス・アクション）。監督はダニエル・モンソン、出演はルイス・トサール、アルベルト・アンマン、アントニオ・レシネス。刑務所を舞台としたサスペンス映画である。フランシスコ・ペレス・ガンドゥルによる小説『Celda 211』を原作としている。日本では劇場未公開。

## プロット
フアン・オリベルは新人看守であり、妊娠中の妻エレナを自宅に残して初日の職務に向かった。フアンが刑務所を案内されている途中に殴られて意識を失い、目覚めた時には刑務所で暴動が起こっていることに気付いた。生き残るために、フアンは囚人のふりをする必要があった。フアンは殺人を犯して刑務所に入ったふりをし、囚人のリーダーであるマラマドレの支配下に入った。マラマドレは同じ刑務所にバスク地方分離独立主義組織バスク祖国と自由(ETA)のテロリストが収監されていることに気付き、彼らを交渉材料とする計画を練る。このことが明らかになるとスペイン中の刑務所に暴動の波が広がり、バスク州ではデモが行われる。
フアンの妻エレナは、徐々に夫が置かれた絶望的な状況を把握し、夫の情報を得ようとして刑務所の外で殴られた。刑務所内のテレビには囚人の情報が公開されている。マラマドレはETAの囚人を殺すことを決めたが、フアンが介入して食い止めた。囚人のひとりであるアパチェは密かに携帯電話を入手し、フアンが受刑者ではなく看守であることを知る。アパチェはこの真実がマラマドレに伝わる前に、フアンが自己防衛を行うチャンスを与える。マラマドレはフアンを呼び出し、フアンは逃げ場のない状況でマラマドレと対面する。

## キャスト
※括弧内は日本語吹替
- マラマドレ : ルイス・トサール（西凜太朗）
- フアン : アルベルト・アンマン（英語版）（花輪英司）
- ウトリーリャ : アントニオ・レシネス（英語版）（斉藤次郎）
- エレナ : マルタ・エトゥラ（小松由佳）
- アパチェ : カルロス・バルデム（英語版）（志村知幸）
- アルマンサ : マヌエル・モロン（高橋翔）
- レレチェス : ルイス・サエラ（船木まひと）
- タチュエラ : ビセンテ・ロメーロ（高岡瓶々）
- アルマンド：フェルナンド・ソト（佐藤晴男）
- ゲオス：ハビエル・エステベス（坂巻学）

## 評価
映画評論家はこの作品に好意的な評価を与えている。Rotten Tomatoesは35人の評論家の総評として新鮮度97%を与えている。第24回ゴヤ賞では作品賞・監督賞・脚色賞・主演男優賞を含む8部門で受賞した。
2010年にはアメリカ合衆国のCBSフィルムズが本作品のリメイクを計画していることが明らかにされた。ポール・ハギスとマイケル・ノジクが製作を担当し、ハギス自身が監督を務める予定である。

## 受賞とノミネート
第24回ゴヤ賞
| 部門                      | 対象者                                                           | 結果       |
| ------------------------- | ---------------------------------------------------------------- | ---------- |
| 作品賞                    | 作品賞                                                           | 受賞       |
| 監督賞                    | ダニエル・モンソン                                               | 受賞       |
| 主演男優賞                | ルイス・トサール                                                 | 受賞       |
| 助演女優賞                | マルタ・エトゥラ                                                 | 受賞       |
| 助演男優賞                | カルロス・バルデム                                               | ノミネート |
| 助演男優賞                | アントニオ・レシネス                                             | ノミネート |
| 新人男優賞                | アルベルト・アンマン                                             | 受賞       |
| 脚色賞                    | ダニエル・モンソン ホルヘ・ゲリカエチェバリア                    | 受賞       |
| 作曲賞                    | ロケ・バニョス                                                   | ノミネート |
| 撮影賞                    | カルラス・グシ                                                   | ノミネート |
| 編集賞                    | マパ・パストール                                                 | 受賞       |
| 美術賞                    | アントン・ラグーナ                                               | ノミネート |
| プロダクション賞          | アリシア・テリェリア                                             | ノミネート |
| メイキャップ&ヘアメイク賞 | ラケル・フィダルゴ イネス・ロドリゲス                            | ノミネート |
| 音響賞                    | セルヒオ・ブルマン ハイメ・フェルナンデス カルロス・ファルオーロ | 受賞       |
| 特殊効果賞                | ラウール・ロマニーリョス ギリェルモ・オルベ                      | ノミネート |

2009年度フォトグラマス・デ・プラータ
| 部門           | 対象者           | 結果 |
| -------------- | ---------------- | ---- |
| スペイン映画賞 | スペイン映画賞   | 受賞 |
| 映画俳優賞     | ルイス・トサール | 受賞 |

スペイン映画批評家協会賞
| 部門       | 対象者                                        | 結果       |
| ---------- | --------------------------------------------- | ---------- |
| 作品賞     | 作品賞                                        | 受賞       |
| 監督賞     | ダニエル・モンソン                            | 受賞       |
| 主演男優賞 | ルイス・トサール                              | 受賞       |
| 助演男優賞 | アントニオ・レシネス                          | ノミネート |
| 助演男優賞 | カルロス・バルデム                            | ノミネート |
| 新人賞     | アルベルト・アンマン                          | ノミネート |
| 脚色賞     | ホルヘ・ゲリカエチェバリア ダニエル・モンソン | ノミネート |
| 撮影賞     | カルラス・グシ                                | ノミネート |
| 編集賞     | クリスティーナ・パストール                    | 受賞       |
| 音楽賞     | ロケ・バニョス                                | 受賞       |

サン・ジョルディ賞
| 部門           | 結果 |
| -------------- | ---- |
| スペイン映画賞 | 受賞 |

第19回スペイン俳優組合賞
| 部門           | 対象者               | 結果       |
| -------------- | -------------------- | ---------- |
| 映画主演男優賞 | ルイス・トサール     | 受賞       |
| 映画助演男優賞 | カルロス・バルデム   | 受賞       |
| 映画助演女優賞 | マルタ・エトゥラ     | ノミネート |
| 映画助演男優賞 | ルイス・サエラ       | ノミネート |
| 新人男優賞     | アルベルト・アンマン | 受賞       |